# Lo Clot (Serradell)
Lo Clot és un clot del terme municipal de Conca de Dalt, a l'antic terme de Toralla i Serradell, al Pallars Jussà, en territori del poble de Serradell.
Es troba a migdia de Serradell, a la dreta del riu de Serradell, a sota i al nord de la Costa del Clot i de la Pista del Bosc de Serradell. És també al nord de l'Obac, a ponent de les Prats i a llevant del Planell de Vicenç.